# (1061) Paeonia
(1061) Paeonia ist ein Asteroid des Hauptgürtels, der am 10. Oktober 1925 vom deutschen Astronomen Karl Wilhelm Reinmuth entdeckt wurde, der am Observatorium auf dem Königstuhl bei Heidelberg tätig war.
Benannt ist der Asteroid nach der Pflanzengattung der Pfingstrosen.